# Laurent Koscielny
Laurent Koscielny (Tula, 10 de setembre de 1985) és un futbolista professional francès que juga de defensa pel FC Bordeaux en la Ligue 1.
És internacional amb França i disputà Eurocopa 2012.
El 13 de maig de 2014, l'entrenador de la selecció francesa Didier Deschamps el va incloure a la llista final de 23 jugadors que representaran França a la Copa del Món de Futbol de 2014.